# مارتين برافو
مارتين برافو (بالإسبانية: Martín Bravo)‏ (19 سبتمبر 1986 في الأرجنتين - ) هو لاعب كرة قدم أرجنتيني في مركز الهجوم. لعب مع سانتوس لاغونا وكلوب ليون ونادي أتليتيكو كولون ونادي أونيفرسيداد ناسيونال ونادي بويبلا ودورادوس سينالوا وSan Martín de Mendoza ‏ وسان مارتين دي سان خوان.

## وصلات خارجية
- مارتين برافو على موقع قاعدة بيانات كرة القدم.إي يو (الإنجليزية)
- مارتين برافو على موقع Soccerway.com (الإنجليزية)
- مارتين برافو على موقع AS.com (الإسبانية)